# Prochola
Prochola é um gênero de traça pertencente à família Agonoxenidae.